# Турци в Косово
Косовските турци са етническа група в Косово.
Терминът се отнася до сегашното население в Косово от западните турци, наричани още балкански турци, живели на територията на провинция Косово в административното деление на Османската империя.

## Ранна история
В светлината на историческите доказателства Косово е регион, където турците живеят след управлението на западните хуни, особено през 300-те години, в ранните години преди и след Грегориан според научни данни.
През V век, по време на големия държавен период, образуван от хунски турци, особено под ръководството на Атила, Балканите (включително Косово) стават свидетели на временните и постоянни селища на хунските турци.

## Структура
Има голямо разнообразие от положителни, отрицателни, обективни, субективни данни за броя на населението на косовските турци. Като цяло данните показват малък брой турци в Косово. Това се причинява от различни политически фактори. Някои погледи Следователно най-малкото от тези цифри ъгълът, турци, е възприемането на последната балканска война с ходове, които са емигрирали в Турция, сега оценява формата на обикновено малцинство, макар и турското присъствие в Косово. В друг тип данни причината, поради която турците се споменават около 15 000, е поради политическия подход „В Косово няма турци, този турски говорещ раздел е албанците, които говорят на турци“. Отрицателните или непълни резултати от подобни подходи и методи на изследване далеч не са представяне на населението на турската фигура и нейното влияние върху ефективността.
Друг фактор за ниския брой цифри е, че всички косовски турци и по-голямата част от косовските албанци са мюсюлмани. Бракът под идентичността на исляма, в някои от турците, културната среда, работното безпокойство, бъдещото безпокойство и т.н. Той беше в състояние да се откаже от собствените си национални себе си по причини. Този вид асимилация набира скорост, особено с изчезването на османската администрация в Косово, понякога се увеличава още повече в зависимост от периодите, а понякога продължава в нормалния си ход. Като индикатор за тази логика съотношенията на турското население и албанското население в броя, направени през периода на Югославия, могат да бъдат отчетени като напредък и / или намаление от броя до броя.

## Езици
Турците в Косово, са били с османски турски писмен език под османска власт; Турция е разкрила творби с турския писмен език в постосманската ера, писмени творби отразяващи характеристиките на устната реч. В тази връзка турците в Косово винаги са имали обща езикова структура с общата турска група на Западен Огуз. Косовските турци, подобно на други теми, са много чувствителни към езика, за да не предизвикат никакво прекъсване и противоречие с турския свят.